# Spinale Muskelatrophie
Die spinale Muskelatrophie (kurz SMA) ist ein Muskelschwund, der durch einen fortschreitenden Untergang von motorischen Nervenzellen im Vorderhorn des Rückenmarks verursacht wird. Sie tritt bei Menschen selten auf (1/10.000 Geborene). Der Rückgang dieser sogenannten zweiten Motoneurone bewirkt, dass Nervensignale nicht an die Muskeln weitergeleitet werden. Lähmungen mit den Charakteristika Muskelschwund (Atrophie) und verminderte Muskelspannung sind die Folge.
Sind Hirnnerven betroffen, kommt es auch zu Einschränkungen der Schluck-, Kau- und Sprechfunktionen. Hierbei spricht man von einer spinobulbären Muskelatrophie Typ Kennedy (SBMA) oder einer progressiven Bulbärparalyse.
Folgende Befunde lassen sich dabei erheben:
- Muskelatrophie
- Verminderung bis Erlöschen der Muskeleigenreflexe
- Elektromyogramm (EMG) mit spontanen Faszikulationen als Ruheaktivität und gelichteten Mustern im Summenaktionspotential
- Bluttest: fehlendes oder verändertes SMN1-Gen bei ca. 95 % der Betroffenen sowie verminderte Anzahl vorhandener SMN2-Kopien
- Skoliose bei Typ I, Typ II und teilweise auch Typ III

Bei Verdacht auf spinale Muskelatrophie gelten heute Gentests als diagnostischer Standard.

## Einteilung nach Schweregrad
Die SMA wird in verschiedene Schweregrade vom Typ I bis Typ IV eingeteilt:
SMA Typ I – Werdnig-Hoffmann (Akute infantile SMA)
- Das freie Sitzen wird per definitionem nie erlernt
- Die Erkrankung beginnt bereits in utero oder während der ersten 3 Lebensmonate
- Der Tod tritt meist in den ersten beiden Lebensjahren durch Ateminsuffizienz oder Infektion ein

SMA Typ II – chronische infantile SMA – Dubowitz (Intermediäre SMA):
- Freies Sitzen wird erlernt, Gehen ohne Hilfe nie möglich
- Erkrankungsbeginn meist im ersten Lebensjahr
- Eingeschränkte Lebenserwartung

SMA Typ III – Kugelberg-Welander (Juvenile SMA)
- Gehen ohne Hilfe möglich
- IIIa: Beginn < 3 Jahre
- IIIb: Beginn > 3 Jahre
- Milder Verlauf
- Lebenserwartung nicht deutlich reduziert

SMA Typ IV – Adulte SMA
- Erkrankungsbeginn > 30 Jahre
- Unterschiedliches Fortschreiten
- Normale Lebenserwartung

## Historischer Hintergrund
Der Begriff der „progressiven spinalen Muskelatrophien“ wurde 1893 vom Heidelberger Neurologen Johann Hoffmann geprägt. Die bösartigste Verlaufsform, die infantile progressive spinale Muskelatrophie, wurde benannt nach dem Grazer Neurologen Guido Werdnig, der im Jahre 1891 zwei Jungen mit der Erkrankung beschrieb, sowie Johann Hoffmann. Die gutartigere juvenile progressive spinale Muskelatrophie wurde nach den Stockholmer Neurologen Eric Kugelberg und Lisa Welander benannt. Sie grenzten 1956 die Erkrankung gegenüber Muskeldystrophien ab. William R. Kennedy beschrieb die X-chromosomal rezessiv vererbte bulbospinale Muskelatrophie im Jahre 1968.

## Ursachen
Man kennt verschiedene Gen-Defekte, die zu ererbter spinaler Muskelatrophie führen:
- Das PIEZO2-Gen enthält den Bauplan eines Proteins, das als Mechanorezeptor Druck und Dehnung in Muskeln und in der Haut erkennt. Sequenzdaten der Gene von Patienten offenbarten homozygote Leserasterverschiebungen im PIEZO2 Gen.[2]
- In motorischen Nervenzellen kann bei SMA der B-Raf-Schalter herunterreguliert sein.[3]
- Am Umbau der Gen-Baupläne, dem Spleißen, ist der SMN-Komplex beteiligt, eine Molekularmaschine aus mindestens neun verschiedenen Proteinen. Die SMN-Komplexe sind ungleichmäßig im Zellkern verteilt. Sie sammeln sich an Cajal-Körpern. Es gibt im Zellkern keine Transport-Prozesse, die SMN-Komplexe zu Cajal-Körpern bringen: SMN-Komplexe haben ungewöhnlich viele Phosphatgruppen – Molekülreste mit einem Phosphor-Atom im Zentrum. Die Phosphatgruppen dienen der massenhaften Zusammenballung zu Cajal-Körpern. Phosphatgruppen gehören an sich nicht zum Protein-Bauplan, sie werden später ergänzt oder entfernt. Zellen regulieren damit Protein-Aktivitäten. Das Anheften der Phosphatgruppe übernehmen Kinase-Enzyme. Man kennt viele hundert menschliche Kinasen. Bestimmte Kinasen regulieren das Spleißen UND die Übersetzung der redigierten Genabschriften in Proteine. Einige Gendefekte liegen nahe der Phosphorylierungs-Stellen des SMN-Komplexes. Ist das Anheften der Phosphat-Gruppen gestört, fehlen Cajal-Körper, so dass das Spleißen gestört ist. Auch dies kann zur ererbten spinalen Muskelatrophie führen. An Maus-Modellen für menschliche SMA verbesserten Kinase-Aktivitäten erhöhende Wirkstoffe die Bildung der Cajal-Körper.[4]

## Vorkommen und Häufigkeit
Wie andere neuromuskulären Erkrankungen auch sind spinale Muskelatrophien relativ selten. Hinsichtlich der häufigsten Form, der infantilen Form, ist eine Häufigkeit in Deutschland von 1 pro 7.000 Geburten und weltweit 1 pro 10.000 Geburten zu verzeichnen, bezüglich der juvenilen Form eine Häufigkeit von 1 pro 75.000 Geburten.

## Symptomatik
Spinale Muskelatrophien sind Erkrankungen aufgrund des Untergangs motorischer Nervenzellen (zweites motorisches Neuron, alpha-Motoneuron, Vorderhornzelle) im Rückenmark. Daher kommt es zum Schwund und zur Schwäche der Muskulatur.
Beim Gesunden ziehen sich Muskelfasern durch die Aktivierung durch Nervenfasern (Innervation) zusammen. Dadurch wird der Muskel je nach der Zahl der beteiligten Muskelfasern kürzer, er spannt sich an, eine Bewegung erfolgt. Muskelfasern, die von erkrankten Nervenfasern nicht richtig angesprochen (innerviert) werden, ziehen sich nicht zusammen.
Wie auch der gesamte Muskel schmächtiger wird, wenn er nicht benutzt wird, z. B. wenn ein Arm nach einem Knochenbruch Wochen im Gips ruhiggestellt ist, werden einzelne Muskelfasern schmächtig, wenn sie von Nervenzellen nicht aktiviert werden. Da nicht der Muskel erkrankt, sondern ihn steuernde Nervenzellen, nennt man dies Muskelatrophie im Gegensatz zur Muskeldystrophie, bei welcher der Muskel erkrankt. Hierbei nehmen Kraft und Ausdauer des Muskels ab. Parallel laufen Reparaturen ab. Nicht durch eine Nervenfaser versorgte Muskelfasern können durch einen Spross einer erhaltenen Nervenfaser mitversorgt werden. Nahe an der Muskelfaser sprosst die erhaltene Nervenfaser aus, bildet einen Abzweig, der mit der Muskelfaser eine neue Verbindung (motorische Endplatte) bildet. Damit nimmt die Zahl der von einer Nervenfaser versorgten (innervierten) Muskelfasern zu.
Bei der infantilen spinalen Muskelatrophie (Werdnig, Hoffmann) unterscheidet man die akute und die intermediäre Form. Die akute Form beginnt vor der Geburt im Mutterleib: Kinder zeigen bei Geburt einen verminderten Muskeltonus, d. h. eine verminderte Muskelspannung. Die Spontanbewegungen sind vermindert.
Die Kinder lernen nicht, den Kopf frei zu halten oder frei zu sitzen. Sie sterben in den ersten zwei bis drei Jahren durch eine Atemschwäche. Bei der intermediären Form setzt die Schwäche in den ersten Lebensmonaten und -jahren ein. Erlernte Fähigkeiten wie Gehen und Stehen gehen wieder verloren. Verkrümmungen der Wirbelsäule und Deformierungen des Brustkorbes treten auf. Ein Drittel der Kinder erleben den zehnten Geburtstag, einige Patienten überleben auch das 20. Lebensjahr. Die Erkrankung wird autosomal rezessiv vererbt. Der betroffene Genort ist zumeist das SMN-Gen – der lange Arm des Chromosoms 5 (5q11.2-13.3).
Bei der juvenilen progressiven spinalen Muskelatrophie (Kugelberg, Welander) ist der gleiche Genort wie bei infantilen Formen betroffen. Die Erkrankung beginnt im Kindes- und Jugendalter meist mit Schwächen in der Beckengürtelmuskulatur. Daher fällt zuerst das schwerfällige Treppensteigen auf. Sie breitet sich später auf die übrige Muskulatur aus, bleibt aber rumpfnah. Der Schultergürtel ist zuerst betroffen. Aufgrund der Schwächen in der rumpfnahen Muskulatur galt die Erkrankung lange als Muskeldystrophie vom Gliedergürteltyp, also als Muskelerkrankung. Mitunter fällt eine scheinbar kräftige Wade auf – diese weist nicht vermehrt intakte Muskelfasern auf, sondern Fett und Bindegewebe. Man spricht dann von einer Pseudohypertrophie (scheinbare Verdickung). Auch die CK, ein Muskelenzym, ist oft erheblich erhöht, so dass die Annahme einer primären Muskelerkrankung nahe liegt. Auch die elektromyographische Untersuchung (EMG) und sogar die Muskelbiopsie können Hinweise auf eine primäre Muskelerkrankung geben. In der Regel sollten die Zeichen einer neurogenen Erkrankung, also einer Erkrankung primär der Nerven aber bei EMG wie auch Biopsie in die richtige Richtung weisen. Kaum eine Erkrankung führt so oft zu kontroversen Diagnosen wie die juvenile pseudomyopathische Muskelatrophie (Kugelberg, Welander). Neben der Schwäche treten Kontrakturen der Gelenke und Fußdeformitäten (Hohlfuß, Spitzfuß) auf. Ein Teil der Patienten benötigt im Verlauf einen Rollstuhl.
Weiter gibt es adulte (im Erwachsenenalter auftretende) Formen der spinalen Muskelatrophien. Sie beginnen im Erwachsenenalter und schreiten nur langsam fort. Beginnen sie mit Schwächen und Muskelatrophie der Handmuskulatur, spricht man vom Typ Aran-Duchenne. Diese wird mitunter verwechselt mit dem Typ Duchenne der Muskeldystrophie. Beide Erkrankungen haben nichts gemein. Tritt zuerst eine Schwäche der Fußheber auf, wird vom Peronäustyp der spinalen Muskelatrophie gesprochen, bei Beginn in der Schulter-Muskulatur vom Typ Vulpian-Bernhardt.
Die X-chromosomal vererbte bulbospinale Muskelatrophie Kennedy entwickelt sich im dritten bis fünften Lebensjahrzehnt mit Schwächen der Muskulatur im Mundbereich und Schluckstörungen sowie Schwächen der rumpfnahen Muskulatur.
Bei betroffenen Männern fällt oft eine vergrößerte Brust auf.
Unter der progressiven Bulbärparalyse oder kurz Bulbärparalyse versteht man einen Krankheitsverlauf, der zumeist Sprech- und Schluckmuskeln betrifft.
Die Muskeln der Arme und Beine sind ausgespart. Charcot beschrieb diese Verlaufsform noch als separate Erkrankung, Jahre später betrachtete der französische Neurologe Dejerine die progressive Bulbärparalyse aber als amyotrophische Lateralsklerose, da in der Regel im Verlauf Schwächen der Arm- und Beinmuskulatur auffielen.
Oft wird auch von Motoneuron-Erkrankungen gesprochen, da bei spinalen Muskelatrophien das zweite motorische Neuron betroffen ist. Dieser Begriff wird in angloamerikanischen Ländern gebraucht. Er ist ungenau, da er alle Erkrankungen des ersten und zweiten motorischen Neurons umfasst. In der Regel fasst man darunter die spinalen und die amyotrophe Lateralsklerose zusammen.

## Diagnosestellung
Die Diagnosestellung der spinalen Muskelatrophien umfasst die Anamnese (Schilderung der Entwicklung der Funktionsstörungen sowie ähnlicher Veränderungen in der Familie), ausführliche körperlich-neurologische Untersuchungen sowie apparative Untersuchungen. Hier sind die Messung der Nervenleitgeschwindigkeit (Elektroneurographie) und der Muskelströme (Elektromyographie, EMG) hervorzuheben. Zur Differentialdiagnose ist insbesondere die multifokale motorische Neuropathie heranzuziehen. Hier finden sich in verschiedenen Bereichen der Nerven Leitungsblöcke. Da diese Erkrankung einer spezifischen Therapie zugänglich ist, ist es wichtig, diese Differentialdiagnose nicht zu übersehen.
Zusatzuntersuchungen
- Nadelelektromyographie (EMG)
- Motorische Elektroneurographie (NLG) einschließlich der Beurteilung der rumpfnahen Abschnitte
- Sensible Elektroneurographie (NLG)
- Laborchemische Untersuchungen
  - Blutbild, BSG, Routine-Parameter
  - Kreatinkinase (CK)
  - Immunelektrophorese
  - Vitamin B12, Vitamin D
  - Schilddrüsenparameter
  - Parathormon
  - Nervenwasser-Untersuchung
- Röntgen-Aufnahme des Brustkorbs
- molekulargenetische Analyse bezüglich Mutationen in SMN1- und SMN2-Genen, bzw. deren Kopienzahlbestimmung.

Eventuell notwendige Zusatzuntersuchungen
- Röntgen-Aufnahmen der Halswirbelsäule
- Schichtbilder (Kernspin-Tomographie, MRT) von Gehirn und Halswirbelsäule
- Somatosensorische evozierte Potentiale
- Transkranielle Magnetstimulation
- Laborchemische Untersuchungen:
  - Anti-Gangliosid-Antikörper
- Muskelbiopsie (es dominiert eine Typ-1-Muskelfaseratrophie[6]) und/oder Nervenbiopsie

2021 soll in Deutschland ein Neugeborenen-Screening auf die SMA zum Standard werden. In einer Langzeituntersuchung von Kindern mit SMA, die in Pilotprojekten in Deutschland entdeckt wurden, zeigten Ärzte in München (Team um W. Müller-Felber), Essen (Team um U. Schara) und Münster (Team um Oliver Schwartz), dass eine zuverlässige Erkennung der Kinder mit SMA im Neugeborenen-Screening möglich ist und eine rechtzeitige Behandlung die Prognosen deutlich verbessert.

## Behandlung

### Leitlinie
Unter Federführung der Gesellschaft für Neuropädiatrie (GNP) wurde die S1-Leitlinie zur Diagnostik und Therapie der SMA erstellt. Darin heißt es u. a.: „Die 5q-spinale Muskelatrophie (SMA) ist grundsätzlich behandelbar und sollte zeitnah erkannt werden.“ Denn von einer frühen Diagnose und einer rasch eingeleiteten Behandlung hängt gerade bei den schweren Verlaufsformen der Erfolg der Therapien ab. Die Leitlinie gibt unter anderem Empfehlungen zum Einsatz neuer Therapien, wie den Antisense-Oligonukleotiden, der SMN1-Genersatztherapie oder einem systemisch wirksamen oralen Splicing Enhancer („SMA-small molecule“), und hebt die Wichtigkeit der Dokumentation von Behandlungsdaten der Patienten, die mit den neuen Therapieoptionen behandelt werden, in einem nationalen Register hervor.

### (Gen)-Therapie
Ende 2016 wurde in den USA ein Antisense-Oligonukleotid-Medikament (ASO) zugelassen (Spinraza, Wirkstoff: Nusinersen; Hersteller: Biogen). 2017 folgte die EU-Zulassung. Der Entwickler Adrian R. Krainer vom Cold Spring Harbor Laboratory erhielt dafür für 2019 den hochdotierten Breakthrough Prize in Life Sciences. Die Behandlung kostet 750.000 $ im ersten Jahr und 375.000 $ in den Folgejahren. Die anfänglich für Kinder vorliegenden Ergebnisse wurden im Jahre 2019 auch für Erwachsene bis zum Alter von 65 Jahren bestätigt.
Mit gentherapeutischen Behandlungen kann der Defekt im SMN1-Gen bei Patienten mit spinaler Muskelatrophie durch das Auslösen eines alternativen Spleißens des verwandten SMN2-Gens behoben werden, da dieses dann ein dem SMN1-Genprodukt ähnliches Protein bildet. Siehe auch Gentherapie der spinalen Muskelatrophie.
2018 beantragte Novartis die Zulassung für eine neuartige Gentherapie. Eine Infusion mit AVXS-101 solle für zusätzliche 13 Lebensjahre bei guter Gesundheit sorgen. Wie beim ähnlich wirkenden, zugelassenen Tisagenlecleucel (Präparatename Kymriah) sei der Preis nur im Erfolgsfall zu entrichten. AVXS-101 (Freiname: Onasemnogene abeparvovec) wurde 2019 unter dem Präparatenamen Zolgensma in den USA zugelassen. Der Preis beträgt rund zwei Millionen Dollar für eine Einzeldosis, die das Leben retten und teure Folgebehandlungen vermeiden soll. Es ist pro Dosis eines der teuersten Medikamente der Welt, soll aber langfristig Kosten sparen gegenüber der Langzeitbehandlung für Hunderttausende Dollar pro Jahr. Im Mai 2021 gab der NHS bekannt, dass ein 5 Monate alter Säugling im Evelina London Children’s Hospital die Zolgensma-Spritze erhalten hat; ebenfalls im Mai erhielt ein zweijähriges Mädchen die Spritze im Universitätsklinikum Bonn; im Juni folgte die Behandlung eines viermonatigen Mädchens am Universitätsklinikum Münster. In der Türkei wurden die hohen Medikamentenkosten Anfang 2021 zum Politikum.

### Rehabilitation
Ziele der Rehabilitation bei neuromuskulären Erkrankungen sind die Verbesserung und das Erhalten der Selbständigkeit in der Beweglichkeit. Die Behandlung ist am besten durch ein interdisziplinär arbeitendes Team aus Ärzten, Krankenpflegern, Physiotherapeuten (ehemals Krankengymnastik), Ergotherapeuten, Logopäden, Psychologen und Sozialarbeitern.
Ambulante Therapien wie Physiotherapie, Ergotherapie und Lopopädie sind notwendig zum Aufrechterhalten der vorhandenen Fähigkeiten. Stationäre Behandlungsmaßnahmen (Rehabilitation) mit einer Dauer von ca. vier bis sechs Wochen sind dringend zu empfehlen, um latent vorhandene Fähigkeiten und muskuläre Funktionen zu verbessern und den Verlauf günstig zu beeinflussen.
Die Muskelschwäche verursacht die klinischen Probleme der spinalen Muskelatrophie. In Studien steigerte bei langsam fortschreitenden neuromuskulären Erkrankungen ein 12-wöchiges Training mit moderatem Widerstand die Zunahme der Muskelkraft um 4 bis 20 % ohne negative Effekte. In der gleichen Patientengruppe zeigte ein Training mit kräftigem Widerstand über 12 Wochen keinen zusätzlichen Nutzen, aber eine Überbelastung bei einigen Patienten. Es gibt Hinweise, dass die Therapieverfahren für die verschiedenen neuromuskulären Erkrankungen unterschiedlich effektiv sind.
Bei rasch fortschreitenden neuromuskulären Erkrankungen ist das Risiko einer verstärkten Schwäche durch zu intensives Training groß. Training soll hierbei mehr mit dem Ziel der Funktionsbesserung, nicht primär mit dem Ziel der Kräftigung erfolgen.
Patienten mit neuromuskulären Erkrankungen sollten nicht bis zur Erschöpfung trainieren und über Warnzeichen einer Überbelastung informiert werden. Hierzu gehören ein Schwächegefühl innerhalb von 30 Minuten nach der Übung oder Muskelschmerzen 24 bis 48 Stunden nach dem Training. Andere Warnsignale beinhalten Muskelkrämpfe, Schweregefühl von Armen und Beinen und anhaltende Kurzatmigkeit.
Dennoch ist durch Training mit leichter bis mäßiger aerober Belastung wie Gehen, Schwimmen und Fahren auf dem Ergometer eine Verbesserung der muskulären Ausdauer und der Leistungsfähigkeit des Herz-Kreislauf-Systems und damit eine Minderung der Schwäche möglich. Das Training steigert die körperliche Leistungsfähigkeit, hilft, ein günstiges Körpergewicht zu halten, Schmerzen durch Fehlbelastungen zu mindern und depressive Verstimmungen zu bessern.
Bei einer Reihe neuromuskulärer Erkrankungen sind Kontrakturen, das heißt Einsteifungen der Gelenke und Skoliose, also Verkrümmungen der Wirbelsäule, häufig. Die Patienten müssen regelmäßig darauf untersucht werden, besonders bei Rollstuhlabhängigkeit und der Abnahme der Kraft der Rumpfmuskulatur. Vorsichtiges Dehnen betroffener Gelenke ist notwendig.
Im Einzelfall können Orthesen, also Apparate zur Stabilisierung eine Funktionsverbesserung von Gelenken bewirken.
So kann die Fußheber-Orthese, oft Peroneus-Schiene genannt, das Gehen erleichtern, wenn eine Schwäche der Fußheber besteht.
Die Verbesserung der Ausdauer ist ebenso ein wichtiges Ziel wie das Dehnen verkürzter Muskulatur zur Verhinderung von Kontrakturen. Die Physiotherapie strebt auch die Verbesserung von Durchblutung und Stoffwechsel an. Die Orthostase-Funktionen, also die Fähigkeit, den Kreislauf beim Stehen aufrechtzuerhalten, Osteoporose und Fehlhaltungen zu vermeiden, sind weitere Ziele der Physiotherapie.
Auch bei Störungen der Lungenfunktion ist Physiotherapie notwendig zum Training der Muskulatur und zum Erleichtern des Abhustens.
Ergotherapie entwickelt ihren Schwerpunkt im Bereich der Arme und des Rumpfes. Eine Domäne der Ergotherapie ist die Versorgung mit Hilfsmitteln wie Greifzangen, Rollstuhl, Aufrichthilfen, Toilettensitzerhöhungen. Ebenso stellt das Beüben alltagsrelevanter Aufgaben (ADL = Activities of daily living; engl.) einen wichtigen Bereich dar.
Physikalische Therapie umfasst Massagen, Wärme- und Kälte-Therapie (Thermotherapie), die Balneotherapie (Bädertherapie) und die Elektrotherapie.
Massagen lockern verspannte Muskeln, verbessern den Tonus, die Durchblutung und Ernährung der Muskulatur (Trophikverbesserung) durch Knetungen, Walkungen, Streichungen, Vibrationen und Bindegewebsmassage.
Die Thermotherapie (Wärme- und Kälte-Therapie) bietet Möglichkeiten, ebenfalls zu einer Lockerung von Muskeln beizutragen. Hierzu gehören Überwärmungsbad, Sauna, Packungen (Fango, Moor) und heiße Rolle. Bei umschriebenen Reizungen von Gelenken, beispielsweise bedingt durch Fehlbelastungen, kann die lokale Kryotherapie, also Kälte, eingesetzt werden.
Elektrotherapie wird vorwiegend zur Schmerztherapie und zur Stimulation von Muskelgruppen eingesetzt.
Durch nieder- und mittelfrequente Ströme werden Nerven und Muskeln stimuliert.
Der Einsatz von Exponentialstrom als niederfrequentes Stromverfahren dient der Stimulation von Muskelfasern, die nicht mehr von Nerven versorgt werden, sogenannte denervierte Muskelfasern. Intakte und von Nerven versorgte Muskelfasern werden durch Schwellstrom stimuliert. Beide Stromarten können bei neuromuskulären Erkrankungen sinnvoll sein, um Muskulatur anzusprechen, eventuell die Durchblutung zu verbessern, dem Patienten das Bewegungsgefühl wiederzugeben.
Eine Elektrostimulation denervierter Muskeln ist mit breiten biphasischen Rechteckimpulsen gegeben, die mit großen Oberflächenelektroden peripher gelähmte Muskeln stimulieren. Man unterscheidet zwei Varianten. Zuerst werden Einzelzuckungen in Form biphasischer Rechteckimpulse mit 120 ms (60/60 ms) Impulsdauer und einer folgenden Pause von 400 ms – ergibt ca. 2 Hz für 10s mit darauffolgender Pause von 1 s appliziert. Bessert sich die elektrische Erregbarkeit des Muskels, kann man versuchen ob der Muskel auch auf tetanische Zyklen mit 40 ms (20/20 ms) Impulsbreite und darauffolgender Pause von 10 ms Schwellung 3 s Schwellpause 2 s reagiert. Hierzu verwendet man Reizstromtherapiegeräte mit hohen Ausgangsleistungen mit programmierbarer Impulsform.
Bei der transkutanen elektrischen Nervenstimulation (TENS) handelt es sich um eine Schmerztherapie. Dabei werden Oberflächenelektroden auf die Haut geklebt. Hierüber wird ein angenehmer Strom beigebracht, der eine Erregung der schnell leitenden sensiblen Nervenfasern bedingt. Im Rückenmark hemmt der Einstrom dieser Impulse den Schmerz leitender langsamerer Fasern. Es wird quasi das Tor für den Schmerz geschlossen.
Die Impulse sollen angenehm sein, nicht schmerzhaft. Das Verfahren ist gut verträglich. Es wird nicht ständig eingesetzt, sondern mehrfach am Tag für etwa 20 Minuten, bei Bedarf etwas länger. Bei ständiger Anwendung besteht das Risiko der Toleranzentwicklung.
Die Galvanisation ist eine Schmerzminderung durch Gleichstrom, der durch Gelenke (als Quergalvanisation) oder durch den ganzen Körper (Stangerbad, Vierzellenbad) geleitet wird. Er wirkt auch durchblutungsverbessernd. Beim Stangerbad und Vierzellenbad kommt es darauf an, wie die Polung erfolgt, also ob die Kathode oben und die Anode unten am Körper (aufsteigend) oder umgekehrt (absteigend) angebracht sind. Es kann eine Erhöhung (aufsteigend) oder Verminderung (absteigend) des Aktivitätsniveaus der Nervenzellen des Rückenmarks erfolgen. Will man bei einer schlaffen Lähmung wie bei einer spinalen Muskelatrophie die Spannung der Muskulatur erhöhen, wird aufsteigend geschaltet.
Interferenzstrom ist ein Mittelfrequenzverfahren, welches massageähnliche wirkt und damit die Muskulatur lockern kann.
Kurzwelle (Diathermie) ist ein Hochfrequenzverfahren, welches eine Wärmebildung in der Tiefe und damit ebenfalls einen entspannenden und lockernden Effekt auf die Muskulatur erreicht.
Ultraschall-Therapie führt ebenfalls zu einer Wärmebildung im Gewebe, sie verbessert Durchblutung und Stoffwechselvorgänge.

### Störungen der Lungenfunktion
Schwächen der Brustwandmuskulatur, des Zwerchfells und der Bauchmuskulatur können zu Störungen der Lungenfunktion führen. Die verschiedenen neuromuskulären Erkrankungen führen in unterschiedlichem Maß zu diesen Beeinträchtigungen, je nachdem, welche Muskelgruppen betroffen sind. Ist die Atemmuskulatur regelmäßig betroffen, sollten routinemäßig Lungenfunktionsuntersuchungen erfolgen. Patienten sollten informiert werden, woran man eine nächtliche Störung der Atmung erkennt. Vor allem regelmäßiger morgendlicher Kopfschmerz, Unruhe oder Albträume in der Nacht, das Gefühl, morgens „wie gerädert“ aufzuwachen, und ein nicht erholsamer Schlaf müssen an diese Problematik denken lassen. Auch eine vermehrte Tagesmüdigkeit kann sich hieraus ergeben. In den letzten Jahren wurden Fortschritte in der Möglichkeit der oft nur nachts notwendigen Heimbeatmung gemacht. Die Geräte sind heute klein, leise und wenig belastend.

### Psychologie
Oft kommen zu neuromuskulären Erkrankungen depressive Störungen hinzu – durch die Verarbeitung der Erkrankung oder Probleme der sozialen Integration und des Erhalts des Arbeitsplatzes. Selbsthilfegruppen können hier wichtige Hilfestellungen geben, die Teilnahme ist Patienten sehr zu empfehlen. In Deutschland ist die Deutsche Gesellschaft für Muskelkranke in vielen Regionen sehr aktiv. Mitglieder der Gruppen stellen auch Hilfestellungen dar beim Lösen sozialer Probleme oder bei der Beratung bzgl. Hilfsmitteln.
Die Krankheitsverarbeitung spielt bei allen Erkrankungen eine wichtige Rolle. Gerade bei chronisch fortschreitenden Erkrankungen ist es oft schwierig, eine konstruktive Einstellung im Umgang mit der Erkrankung zu finden. Mit einer positiven Einstellung kann der Patient Therapiemöglichkeiten und Chancen optimal wahrnehmen. Gesprächsgruppen oder psychologische Einzelbehandlungen, z. B. im Rahmen einer stationären Rehabilitation, können hier sinnvoll sein.
Wichtig ist auch, von Anfang an zu begleiten, wie sich die Interaktion mit dem sozialen Umfeld, die Abhängigkeit von Pflegepersonen (Familie) und deren eigene Überforderung auswirkt, um die Entwicklung eines tragenden Selbstbewusstseins und einer konstruktiven Lebensperspektive zu ermöglichen.
Ergänzend kommen Entspannungsverfahren wie das autogene Training oder die progressive Muskelrelaxation nach Jacobson zum Einsatz.

### Orthopädische Maßnahmen
Zu den orthopädischen Maßnahmen bei der SMA gehört die Verordnung von Rollstühlen mit Hebefunktion und Schienen. In Zusammenarbeit mit der Ergotherapie zielt die orthopädische Behandlung in erster Linie auf einen frühen funktionellen Ansatz zur Vermeidung oder Verzögerung von Sekundärschäden am Bewegungssystem ab. Sie bedient sich verschiedener Maßnahmen aus dem physikalischen Formenkreis, wie Wärmeanwendungen, Bädern und vorsichtigen Massagen. Die Behandlung von (schmerzhaften) Gelenkveränderungen oder Fehlstellungen kann beispielsweise durch Orthesen erfolgen. Die funktionserhaltende operative Maßnahme steht häufig erst am Ende der therapeutischen Kette in der Orthopädie.

### Hilfsmittel
Einige Hilfsmittel können die Bewältigung der Beeinträchtigungen erleichtern oder ermöglichen. Hierzu können gehören Duschstuhl, Badewannen-Lifter, Toilettensitzerhöhungen, Rollstuhl, Rampen für den Rollstuhl, Krankenbett, aber auch kleine Hilfen wie Greifzangen. Hier muss ganz individuell herausgesucht und zusammengestellt werden, welche Hilfsmittel für den einzelnen sinnvoll und notwendig sind. Ebenfalls eine Erleichterung für die Vitalfunktionen, insbesondere bei Skoliosen und/oder bei Lungenproblemen, sind flexibel gestaltete korsettähnliche, teilflexible Bandagen und Soft-Body-Jackets, hierbei wird teils aktiv die Restrumpfmobilität stabilisiert und die Atemfunktion mit Hilfe der Abdomen- und Rumpf-Kompression erleichtert.

### Andere Therapiemethoden
Am Institut für Humangenetik des Universitätsklinikums Köln wird die Wirkung von Valproinsäure in der Therapie von SMA erprobt. Diese ist ein zugelassenes Antiepileptikum. Die Erprobung an Patienten ist ethisch vertretbar und rechtens. Bisherige Erfolge sind mit gewissen Einschränkungen sehr vielversprechend.

### Sozialmedizinische Aspekte
Hierbei können verschiedene Aspekte zur Sprache kommen. Gilt es zum Beispiel den Arbeitsplatz zu retten, kann das Beantragen einer der Behinderung angepassten Arbeitsplatzeinrichtung wie evtl. auch die Vereinbarung zusätzlicher Pausen wichtige Unterstützung bringen. Die Sozialarbeiter können hierbei beraten und unterstützen. Sie wissen, welche Kostenträger hierfür anzufragen sind. Auch die Beratung mit der Frage der (Teil-)Berentung kann wichtige Hilfestellungen geben. Bei schwerer betroffenen Personen müssen die Leistungen nach dem Pflegegesetz oder dem Sozialgesetzbuch IX bekannt sein.

### Stationäre Behandlungsmaßnahmen (Rehabilitation)
Regelmäßige ambulante Behandlungen sind in der Regel erforderlich, um Fähigkeiten kontinuierlich auf einem möglichst stabilen Niveau zu erhalten. Um latent vorhandene Fähigkeiten und muskuläre Funktionen zu verbessern, den Verlauf damit günstig zu beeinflussen, ist die stationäre Rehabilitation notwendig. Sie sollte in regelmäßigen Abständen erfolgen. Wenn die Erkrankung durch Verschlechterung von Funktionen es erfordert, kann sie in verkürzten Abständen erfolgen, beispielsweise jährlich. Mit einem entsprechenden Antrag durch den Hausarzt oder betreuenden Neurologen wendet man sich an den zuständigen Kostenträger. Für Berufstätige ist der zuständige Kostenträger der Rentenversicherungsträger, also BfA oder LVA. Geht es bei der Reha-Maßnahme nicht um den Erhalt der Arbeitsfähigkeit, ist in der Regel die Krankenkasse anzusprechen.
Neuromuskuläre Erkrankungen sind selten. Deshalb ist es wichtig, dass die Behandlung in einer Rehabilitationsklinik stattfindet, die in der Behandlung neuromuskulärer Krankheitsbilder versiert ist. Es ist erforderlich, dass Therapeuten regelmäßig Patienten mit neuromuskulären Erkrankungen behandeln. Intensität und Art der Behandlung unterscheiden sich deutlich von der Behandlung anderer neurologischer Erkrankungen.

## Spinale Muskelatrophie mit Atemnot
Es gibt spezielle Formen, bei denen die Atemnot bereits zu Krankheitsbeginn auffällt, nämlich die Spinale Muskelatrophie mit Atemnot Typ 1 (genannt SMARD1, von englisch spinal muscular atrophy with respiratory distress) und die Spinale Muskelatrophie mit Atemnot Typ 2 (SMARD2).

## Tiermedizin
Eine erblich bedingte spinale Muskelatrophie tritt auch bei einigen Hunderassen auf (siehe Degenerative Myelopathien der Hunde).